# A-League (2020/2021)
A-League 2020/2021 – 44. edycja najwyższej klasy rozgrywkowej piłki nożnej w Australii i 16. od powstania A-League w 2004 roku.
Brało w niej udział 12 drużyn, jako beniaminek zadebiutowała drużyna Macarthur FC.
Tytułu mistrzowskiego i premiera (zwycięzcy fazy zasadniczej) bronił zespół Sydney FC. Oba tytuły po raz pierwszy w swojej historii zdobyła drużyna Melbourne City FC.

## Uczestnicy sezonu 2020/2021
- Adelaide United FC
- Brisbane Roar FC
- Central Coast Mariners FC
- Macarthur FC
- Melbourne City FC
- Melbourne Victory FC
- Newcastle United Jets FC
- Perth Glory FC
- Sydney FC
- Wellington Phoenix FC
- Western Sydney Wanderers FC
- Western United FC

## Rozgrywki
Sezon rozpoczął się 28 grudnia 2020 i zakończył Grand Final 27 czerwca 2021.
Rozpoczęcie sezonu nastąpiło później niż w poprzednich sezonach, zarówno w wyniku pandemii COVID-19 w Australii i Nowej Zelandii, jak i w ramach stopniowego przesuwania rozgrywek z lata na zimę.
Wellington Phoenix FC rozgrywał większość meczów domowych na Wollongong Showground w Wollongong ze względu na ograniczenia w podróżach międzynarodowych.
Rozgrywki toczyły się o:
1. Zwycięzca sezonu zasadniczego 2020/2021 kwalifikuje się do kwalifikacji do ACL 2022.
2. Zwycięzca w meczu Grand Final 2021 kwalifikuje się do fazy grupowej ACL 2022; w przypadku jeżeli jest on także zwycięzcą fazy zasadniczej, wówczas 2. zespół sezonu zasadniczego kwalifikuje się do eliminacji ACL 2022.
3. Wellington Phoenix należy do federacji Oceania Football Confederation i nie może brać udziału w rozgrywkach organizowanych przez Asian Football Confederation.
4. Udział w FFA Cup: drużyny, które na koniec sezonu zasadniczego 2020/2021 uplasują się na miejscach od 1. do 8. kwalifikują się bezpośrednio do 1/16 finału FFA Cup (2021). Pozostałe cztery drużyny rozegrają baraż o dwa miejsca przewidziane dla A-League. Zwycięzca FFA Cup awansuje do kwalifikacji do ACL 2022[5].

### Tabela
| Lp. | Drużyna                  | M  | Z  | R | P  | B+ | B– | +/– | Pkt | Kwalifikacja                                          |
| --- | ------------------------ | -- | -- | - | -- | -- | -- | --- | --- | ----------------------------------------------------- |
| 1   | Melbourne City (M, Z)    | 26 | 15 | 4 | 7  | 57 | 32 | +25 | 49  | Seria finałowa, Liga Mistrzów AFC 2022 • faza grupowa |
| 2   | Sydney FC                | 26 | 13 | 8 | 5  | 39 | 23 | +16 | 47  | Seria finałowa, Liga Mistrzów AFC 2022 • kwalifikacje |
| 3   | Central Coast Mariners   | 26 | 12 | 6 | 8  | 35 | 31 | +4  | 42  | Seria finałowa                                        |
| 4   | Brisbane Roar            | 26 | 11 | 7 | 8  | 36 | 28 | +8  | 40  | Seria finałowa                                        |
| 5   | Adelaide United          | 26 | 11 | 6 | 9  | 39 | 41 | −2  | 39  | Seria finałowa                                        |
| 6   | Macarthur FC             | 26 | 11 | 6 | 9  | 33 | 36 | −3  | 39  | Seria finałowa                                        |
| 7   | Wellington Phoenix       | 26 | 10 | 8 | 8  | 44 | 34 | +10 | 38  |                                                       |
| 8   | Western Sydney Wanderers | 26 | 9  | 8 | 9  | 45 | 43 | +2  | 35  |                                                       |
| 9   | Perth Glory              | 26 | 9  | 7 | 10 | 44 | 44 | 0   | 34  |                                                       |
| 10  | Western United           | 26 | 8  | 4 | 14 | 30 | 47 | −17 | 28  |                                                       |
| 11  | Newcastle Jets           | 26 | 5  | 6 | 15 | 24 | 38 | −14 | 21  |                                                       |
| 12  | Melbourne Victory (P)    | 26 | 5  | 4 | 17 | 31 | 60 | −29 | 19  | Liga Mistrzów AFC 2022 • kwalifikacje                 |

### Wyniki
| Gospodarz \ Gość         | ADE | BRI | CCM | MAC | MCY | MVC | NEW | PER | SYD | WEL | WSW | WUN | ADE | BRI | CCM | MAC | MCY | MVC | NEW | PER | SYD | WEL | WSW | WUN |
| ------------------------ | --- | --- | --- | --- | --- | --- | --- | --- | --- | --- | --- | --- | --- | --- | --- | --- | --- | --- | --- | --- | --- | --- | --- | --- |
| Adelaide United          |     | 1–0 | 3–2 | 3–1 | 2–0 | 1–0 | 2–1 | 1–2 | 1–0 | 0–0 | 1–1 | 0–0 |     |     |     |     |     |     |     |     | 1–4 |     | 2–2 |     |
| Brisbane Roar            | 3–1 |     | 0–0 | 0–2 | 0–1 | 5–2 | 0–0 | 2–1 | 1–1 | 0–0 | 1–1 | 2–1 |     |     |     |     | 3–0 |     |     |     | 0–2 |     |     |     |
| Central Coast Mariners   | 2–1 | 0–4 |     | 2–0 | 3–2 | 1–1 | 1–0 | 2–2 | 2–2 | 1–2 | 0–1 | 3–2 |     |     |     |     |     |     | 0–2 |     |     |     |     | 2–0 |
| Macarthur FC             | 4–0 | 1–2 | 0–2 |     | 1–1 | 3–1 | 2–2 | 2–0 | 0–3 | 1–1 | 2–2 | 2–1 |     |     | 1–2 |     |     |     |     |     |     | 0–3 |     |     |
| Melbourne City           | 4–1 | 3–2 | 2–0 | 3–0 |     | 7–0 | 3–1 | 1–3 | 3–2 | 2–2 | 4–1 | 2–1 |     |     | 1–0 |     |     |     | 1–2 |     |     |     |     |     |
| Melbourne Victory        | 1–3 | 1–3 | 1–1 | 1–2 | 0–6 |     | 0–1 | 2–1 | 0–3 | 2–0 | 5–4 | 3–4 | 0–1 |     |     |     | 1–1 |     |     |     |     |     |     |     |
| Newcastle Jets           | 1–4 | 1–2 | 0–1 | 1–2 | 1–0 | 1–2 |     | 1–1 | 1–1 | 0–2 | 1–2 | 0–1 |     | 1–2 |     |     |     |     |     | 1–1 |     |     |     |     |
| Perth Glory              | 5–3 | 3–1 | 1–2 | 0–0 | 1–3 | 2–1 | 2–1 |     | 1–1 | 1–3 | 5–1 | 3–0 | 2–1 |     |     | 1–1 |     |     |     |     |     |     |     |     |
| Sydney FC                | 2–2 | 0–0 | 0–2 | 0–1 | 1–1 | 1–0 | 2–1 | 1–0 |     | 2–1 | 1–1 | 2–0 |     |     |     |     |     | 2–0 |     |     |     |     | 1–0 |     |
| Wellington Phoenix       | 2–1 | 1–1 | 0–2 | 0–1 | 2–3 | 4–1 | 1–2 | 3–0 | 1–2 |     | 2–2 | 3–2 |     |     |     |     |     |     |     | 2–2 |     |     |     | 3–0 |
| Western Sydney Wanderers | 2–3 | 1–2 | 2–2 | 0–1 | 0–2 | 2–0 | 1–1 | 3–0 | 3–2 | 4–3 |     | 5–0 |     | 2–0 |     |     |     |     |     |     |     | 1–2 |     |     |
| Western United           | 0–0 | 1–0 | 1–0 | 4–1 | 2–1 | 0–0 | 2–0 | 5–4 | 0–1 | 1–1 | 0–1 |     |     |     |     | 1–2 |     | 1–6 |     |     |     |     |     |     |

### Miejsca po danych kolejkach
| Drużyna \ Kolejka        | 1              | 2  | 3  | 4  | 5  | 6  | 7  | 8  | 9  | 10 | 11 | 12 | 13 | 14 | 15 | 16 | 17 | 18 | 19 | 20 | 21 | 22 | 23 | 24 |   |
| ------------------------ | -------------- | -- | -- | -- | -- | -- | -- | -- | -- | -- | -- | -- | -- | -- | -- | -- | -- | -- | -- | -- | -- | -- | -- | -- | - |
| Drużyna \ Kolejka        | Melbourne City | 1  | 5  | 7  | 5  | 6  | 8  | 9  | 9  | 9  | 7  | 5  | 4  | 4  | 3  | 2  | 3  | 1  | 1  | 1  | 1  | 1  | 1  | 1  | 1 |
| Sydney FC                | 6              | 4  | 5  | 6  | 8  | 4  | 5  | 5  | 5  | 9  | 7  | 5  | 6  | 6  | 4  | 4  | 4  | 2  | 3  | 3  | 2  | 2  | 2  | 2  |   |
| Central Coast Mariners   | 1              | 1  | 1  | 4  | 1  | 1  | 1  | 1  | 1  | 1  | 1  | 1  | 1  | 1  | 1  | 1  | 2  | 3  | 2  | 2  | 3  | 5  | 4  | 3  |   |
| Brisbane Roar            | 10             | 3  | 4  | 3  | 5  | 2  | 2  | 3  | 2  | 3  | 6  | 7  | 7  | 8  | 8  | 7  | 7  | 7  | 5  | 6  | 6  | 4  | 3  | 4  |   |
| Adelaide United          | 4              | 2  | 2  | 7  | 2  | 5  | 7  | 8  | 7  | 5  | 4  | 3  | 3  | 2  | 5  | 2  | 3  | 4  | 4  | 4  | 4  | 3  | 6  | 5  |   |
| Macarthur FC             | 1              | 5  | 3  | 2  | 4  | 6  | 4  | 2  | 3  | 2  | 2  | 6  | 5  | 4  | 3  | 5  | 5  | 5  | 6  | 5  | 5  | 6  | 5  | 6  |   |
| Wellington Phoenix       | 6              | 9  | 9  | 9  | 12 | 10 | 11 | 11 | 12 | 11 | 10 | 10 | 8  | 9  | 10 | 9  | 9  | 8  | 9  | 9  | 9  | 7  | 7  | 7  |   |
| Western Sydney Wanderers | 10             | 10 | 6  | 1  | 3  | 3  | 3  | 4  | 4  | 4  | 3  | 2  | 2  | 5  | 6  | 6  | 6  | 9  | 8  | 7  | 7  | 9  | 8  | 8  |   |
| Perth Glory              | 6              | 8  | 10 | 8  | 9  | 7  | 6  | 6  | 8  | 6  | 8  | 9  | 10 | 7  | 9  | 10 | 10 | 10 | 10 | 10 | 8  | 8  | 9  | 9  |   |
| Western United           | 4              | 7  | 8  | 10 | 7  | 9  | 10 | 10 | 10 | 8  | 9  | 8  | 9  | 10 | 7  | 8  | 8  | 6  | 7  | 8  | 10 | 10 | 10 | 10 |   |
| Newcastle Jets           | 10             | 10 | 11 | 12 | 11 | 12 | 8  | 7  | 6  | 10 | 11 | 11 | 11 | 11 | 11 | 11 | 11 | 12 | 12 | 12 | 12 | 12 | 12 | 11 |   |
| Melbourne Victory        | 6              | 12 | 11 | 11 | 10 | 11 | 12 | 12 | 11 | 12 | 12 | 12 | 12 | 12 | 12 | 12 | 12 | 11 | 11 | 11 | 11 | 11 | 11 | 12 |   |

### Seria finałowa
|  |                    |                        |                    |   |                |          |                 |          |   |                |             |             |             |
|  | Runda eliminacyjna | Runda eliminacyjna     | Runda eliminacyjna |   |                | Półfinał | Półfinał        | Półfinał |   |                | Grand Final | Grand Final | Grand Final |
|  | Runda eliminacyjna | Runda eliminacyjna     | Runda eliminacyjna |   |                | Półfinał | Półfinał        | Półfinał |   |                | Grand Final | Grand Final | Grand Final |
|  |                    |                        |                    |   |                |          |                 |          |   |                |             |             |             |
|  |                    |                        |                    |   |                |          |                 |          |   |                |             |             |             |
|  |                    |                        |                    | 1 | Melbourne City | 2        |                 |          |   |                |             |             |             |
|  |                    |                        |                    | 1 | Melbourne City | 2        |                 |          |   |                |             |             |             |
|  | 3                  | Central Coast Mariners | 0                  |   |                | 6        | Macarthur FC    | 0        |   |                |             |             |             |
|  | 3                  | Central Coast Mariners | 0                  |   |                | 6        | Macarthur FC    | 0        |   |                |             |             |             |
|  | 6                  | Macarthur FC *         | 2                  |   |                |          |                 |          | 1 | Melbourne City | 3           |             |             |
|  | 6                  | Macarthur FC *         | 2                  |   |                |          |                 |          | 1 | Melbourne City | 3           |             |             |
|  |                    |                        |                    |   |                | 2        | Sydney FC       | 1        |   |                |             |             |             |
|  |                    |                        |                    |   |                | 2        | Sydney FC       | 1        |   |                |             |             |             |
|  |                    |                        |                    | 2 | Sydney FC      | 2        |                 |          |   |                |             |             |             |
|  |                    |                        |                    | 2 | Sydney FC      | 2        |                 |          |   |                |             |             |             |
|  | 4                  | Brisbane Roar FC       | 1                  |   |                | 5        | Adelaide United | 1        |   |                |             |             |             |
|  | 4                  | Brisbane Roar FC       | 1                  |   |                | 5        | Adelaide United | 1        |   |                |             |             |             |
|  | 5                  | Adelaide United        | 2                  |   |                |          |                 |          |   |                |             |             |             |
|  | 5                  | Adelaide United        | 2                  |   |                |          |                 |          |   |                |             |             |             |

* zwycięstwo po dogrywce;
| 12 czerwca 2021 | Central Coast Mariners           | 0:2 (pd.)       | Macarthur FC |                                                                   |
| 19:05 AEST      |                                  | (0:0, 0:0, 0:1) | 93' Charles M’Mombwa · 120+1' Michael Ruhs | Central Coast Stadium, Gosford Widzów: 11 565 Sędzia: Shaun Evans |
| 19:05 AEST      | Dan Hall 21' · Jack Clisby 90+3' | (0:0, 0:0, 0:1) | 37' Mark Milligan · 44' Antonis Martis · 75' James Meredith · 95' Charles M’Mombwa · 100' Markel Susaeta · 106' Antony Golec · 119' Michael Ruhs | Central Coast Stadium, Gosford Widzów: 11 565 Sędzia: Shaun Evans |

| 13 czerwca 2021 | Brisbane Roar    | 1:2   | Adelaide United     |                                                          |
| 15:05 AEST      | Alex Parsons 56' | (0:2) | 15', 19' Tomi Juric | Dolphin Stadium, Brisbane Widzów: 7782 Sędzia: Alex King |
| 15:05 AEST      | Tom Aldred 67'   | (0:2) | 68' Louis D’Arrigo  | Dolphin Stadium, Brisbane Widzów: 7782 Sędzia: Alex King |

| 19 czerwca 2021 | Sydney FC                                                        | 2:1   | Adelaide United               |                                                                        |
| 19:05 AEST      | Adam le Fondre 24' (k) · Bobô 43'                                | (2:0) | 64' Juan de Dios Prados López | Netstrata Jubilee Stadium, Sydney Widzów: 6033 Sędzia: Alireza Faghani |
| 19:05 AEST      | 49' Juan de Dios Prados López · 52' Javi López · 74' Stefan Mauk | (2:0) |                               | Netstrata Jubilee Stadium, Sydney Widzów: 6033 Sędzia: Alireza Faghani |

| 20 czerwca 2021 | Melbourne City                                              | 2:0   | Macarthur FC                                    |                                                                     |
| 16:05 AEST      | Stefan Colakovski 54' · Marco Tilio 55'                     | (0:0) |                                                 | Netstrata Jubilee Stadium, Sydney Widzów: 2283 Sędzia: Daniel Elder |
| 16:05 AEST      | Florin Berenguer 30' · Aiden O’Neill 84' · Ben Garuccio 87' | (0:0) | 59' Charles M’Mombwa · 90+4' Aleksandar Susnjar | Netstrata Jubilee Stadium, Sydney Widzów: 2283 Sędzia: Daniel Elder |

| 27 czerwca 2021 | Melbourne City                                                           | 3:1   | Sydney FC             |                                                         |
| 17:05 AEST      | Nathaniel Atkinson 23' · Scott Jamieson 45+1' (k) · Scott Galloway 90+3' | (2:1) | 21' Kosta Barbarouses | AAMI Park, Melbourne Widzów: 14 017 Sędzia: Chris Beath |
| 17:05 AEST      | Marco Tilio 54' · Stefan Colakovski 73'                                  | (2:1) | 25', 35' Luke Brattan | AAMI Park, Melbourne Widzów: 14 017 Sędzia: Chris Beath |

|                  |    |                          |     |     |
|                  |    |                          |     |     |
| BR               | 1  | Tom Glover               |     |     |
| OB               | 2  | Scott Galloway           |     |     |
| OB               | 4  | Nuno Reis                |     |     |
| OB               | 7  | Rostyn Griffiths         |     |     |
| OB               | 3  | Scott Jamieson (c)       |     |     |
| PO               | 10 | Florin Berenguer         |     |     |
| PO               | 8  | Aiden O’Neill            |     |     |
| PO               | 20 | Adrián Luna              |     |     |
| NA               | 13 | Nathaniel Atkinson       |     |     |
| NA               | 17 | Stefan Colakovski        | 73' | 74' |
| NA               | 23 | Marco Tilio              | 54' |     |
| Rezerwowi:       |    |                          |     |     |
| BR               | 33 | Matt Sutton              |     |     |
| OB               | 19 | Ben Garuccio             |     |     |
| OB               | 36 | Kerrin Stokes            |     |     |
| PO               | 16 | Taras Gomulka            |     |     |
| NA               | 11 | Craig Noone              |     |     |
| NA               | 15 | Andrew Nabbout           |     | 74' |
| NA               | 35 | Raphael Borges Rodrigues |     |     |
| Trener:          |    |                          |     |     |
| Patrick Kisnorbo |    |                          |     |     |

|                 |    |                      |          |     |
|                 |    |                      |          |     |
| BR              | 20 | Tom Heward-Belle     |          |     |
| OB              | 8  | Paulo Retre          |          |     |
| OB              | 4  | Alex Wilkinson (c)   |          |     |
| CB              | 3  | Ben Warland          |          |     |
| OB              | 16 | Joel King            |          |     |
| PO              | 17 | Anthony Cáceres      |          | 86' |
| PO              | 26 | Luke Brattan         | 25', 35' |     |
| PO              | 11 | Kosta Barbarouses    |          |     |
| PO              | 5  | Alexander Baumjohann |          | 72' |
| NA              | 9  | Bobô                 |          | 38' |
| NA              | 99 | Adam le Fondre       |          |     |
| Rezerwowi:      |    |                      |          |     |
| BR              | 30 | Adam Pavlesic        |          |     |
| OB              | 2  | Patrick Flottmann    |          |     |
| OB              | 21 | Harry Van der Saag   |          | 38' |
| OB              | 25 | Callum Talbot        |          |     |
| PO              | 10 | Miloš Ninković       |          | 72' |
| NA              | 18 | Luke Ivanovic        |          |     |
| NA              | 33 | Patrick Wood         |          | 86' |
| Trener:         |    |                      |          |     |
| Erick Mombaerts |    |                      |          |     |

| MISTRZ AUSTRALII 2021   |
| ----------------------- |
| Melbourne City 1. Tytuł |

Joe Marston Medal:

Nathaniel Atkinson (Melbourne City)
Sędziowie liniowi:

 Matthew Cream

 Nathan MacDonald

Sędziowie techniczni:

 Daniel Elder

 Wilson Brown

Sędzia VAR:

 Kris Griffiths-Jones

## Statystyki

### Strzelcy
| Bramki | Strzelcy                | Drużyna                  |
| ------ | ----------------------- | ------------------------ |
| 25     | Jamie Maclaren          | Melbourne City           |
| 14     | Matt Derbyshire         | Macarthur FC             |
| 13     | Bruno Fornaroli         | Perth Glory              |
| 12     | Bobô                    | Sydney FC                |
| 11     | Tomer Chemed            | Wellington Phoenix       |
| 10     | Matt Simon              | Central Coast Mariners   |
| 9      | Kosta Barbarouses       | Sydney FC                |
| 9      | Riku Danzaki            | Brisbane Roar            |
| 9      | Tomi Juric              | Adelaide United          |
| 9      | Bruce Kamau             | Western Sydney Wanderers |
| 8      | Craig Goodwin           | Adelaide United          |
| 7      | 7 zawodników            | 7 zawodników             |
| 6      | 4 zawodników            | 4 zawodników             |
| 5      | 7 zawodników            | 7 zawodników             |
| 4      | 19 zawodników           | 19 zawodników            |
| 3      | 17 zawodników           | 17 zawodników            |
| 2      | 24 zawodników           | 24 zawodników            |
| 1      | 46 zawodników           | 46 zawodników            |
| sam. 2 | Jonathan Aspropotamitis | Perth Glory              |
| sam.   | 11 zawodników           | 11 zawodników            |

Źródło:

## Nagrody i wyróżnienia
- Johnny Warren Medal – Ulises Dávila, Wellington Phoenix & Miloš Ninković, Sydney FC
- Młodzieżowiec sezonu – Joel King, Sydney FC
- Złoty But – Jamie Maclaren, Melbourne City (25)
- Bramkarz Roku – Mark Birighitti, Central Coast Mariners & Andrew Redmayne, Sydney FC
- Trener Roku – Patrick Kisnorbo, Melbourne City
- Nagroda Fair Play – Brisbane Roar
- Sędzia Roku – Chris Beath
- Gol Roku – Andy Keogh, Perth Glory (Perth Glory v Western Sydney Wanderers, 16 maja 2021)

| Drużyna sezonu | Drużyna sezonu                           | Drużyna sezonu                          | Drużyna sezonu                        | Drużyna sezonu                      | Drużyna sezonu                     | Drużyna sezonu                   | Drużyna sezonu                   | Drużyna sezonu                   |
| -------------- | ---------------------------------------- | --------------------------------------- | ------------------------------------- | ----------------------------------- | ---------------------------------- | -------------------------------- | -------------------------------- | -------------------------------- |
| Bramkarz       | Adam Federici (Macarthur FC)             | Adam Federici (Macarthur FC)            | Adam Federici (Macarthur FC)          | Adam Federici (Macarthur FC)        | Adam Federici (Macarthur FC)       | Adam Federici (Macarthur FC)     | Adam Federici (Macarthur FC)     | Adam Federici (Macarthur FC)     |
| Obrońcy        | Rhyan Grant (Sydney FC)                  | Ruon Tongyik (Central Coast Mariners)   | Ruon Tongyik (Central Coast Mariners) | Curtis Good (Melbourne City)        | Curtis Good (Melbourne City)       | Curtis Good (Melbourne City)     | Scott Jamieson (Melbourne City)  | Scott Jamieson (Melbourne City)  |
| Pomocnicy      | Oliver Bozanic (Central Coast Mariners)  | Oliver Bozanic (Central Coast Mariners) | Ulises Dávila (Wellington Phoenix)    | Ulises Dávila (Wellington Phoenix)  | Ulises Dávila (Wellington Phoenix) | Connor Metcalfe (Melbourne City) | Connor Metcalfe (Melbourne City) | Connor Metcalfe (Melbourne City) |
| Napastnicy     | Matt Derbyshire (Macarthur FC)           | Matt Derbyshire (Macarthur FC)          | Jamie Maclaren (Melbourne City)       | Jamie Maclaren (Melbourne City)     | Jamie Maclaren (Melbourne City)    | Craig Noone (Melbourne City)     | Craig Noone (Melbourne City)     | Craig Noone (Melbourne City)     |
| Zmiennicy      | Mark Birighitti (Central Coast Mariners) | Ryan Strain (Adelaide United)           | Luke Brattan (Sydney FC)              | Matt Simon (Central Coast Mariners) | Ryan McGowan (Sydney FC)           | Miloš Ninković (Sydney FC)       | Miloš Ninković (Sydney FC)       | Jay O’Shea (Brisbane Roar)       |

Źródło:

## Stadiony
| Adelaide United |
| --------------- |
| Coopers Stadium |
| 17 000          |
|                 |

| Brisbane Roar         |
| --------------------- |
| Moreton Daily Stadium |
| 10 000                |
|                       |

| Central Coast Mariners |
| ---------------------- |
| Central Coast Stadium  |
| 20 059                 |
|                        |

| Macarthur            |
| -------------------- |
| Campbelltown Stadium |
| 20 000               |
|                      |

| Melbourne City |
| -------------- |
| AAMI Park      |
| 30 050         |
|                |

| Melbourne Victory | Melbourne Victory |
| ----------------- | ----------------- |
| Marvel Stadium    | AAMI Park         |
| 56 347            | 30 050            |
|                   |                   |

| Newcastle Jets         | Newcastle Jets                   |
| ---------------------- | -------------------------------- |
| McDonald Jones Stadium | C.ex Coffs International Stadium |
| 33 000                 | 20 000                           |
|                        |                                  |

| Perth Glory |
| ----------- |
| HBF Park    |
| 20 441      |
|             |

| Sydney FC         | Sydney FC             | Sydney FC              | Sydney FC       |
| ----------------- | --------------------- | ---------------------- | --------------- |
| Stadium Australia | Sydney Cricket Ground | Netstrata Jubilee Oval | Leichhardt Oval |
| 83 500            | 46 000                | 22 000                 | 20 000          |
|                   |                       |                        |                 |

| Wellington Phoenix | Wellington Phoenix | Wellington Phoenix     | Wellington Phoenix |
| ------------------ | ------------------ | ---------------------- | ------------------ |
| Eden Park          | Sky Stadium        | McDonald Jones Stadium | WIN Stadium        |
| 50 000             | 36 000             | 33 000                 | 20 000             |
|                    |                    |                        |                    |

| Western Sydney Wanderers |
| ------------------------ |
| Bankwest Stadium         |
| 30 000                   |
|                          |

| Western United | Western United | Western United | Western United |
| -------------- | -------------- | -------------- | -------------- |
| GMHBA Stadium  | AAMI Park      | UTAS Stadium   | Mars Stadium   |
| 36 000         | 30 050         | 23 000         | 11 000         |
|                |                |                |                |

Źródło: